# Torbiere di Val Braone
Torbiere di Val Braone este o arie protejată (arie specială de conservare — SAC, sit de importanță comunitară — SCI) din Italia întinsă pe o suprafață de 68 ha, integral pe uscat.

## Localizare
Centrul sitului Torbiere di Val Braone este situat la coordonatele 45°58′13″N 10°23′52″E / 45.970278°N 10.397778°E.

## Înființare
Situl Torbiere di Val Braone a fost declarat sit de importanță comunitară în septembrie 1995 pentru a proteja 52 de specii de animale. Situl a fost protejat și ca arie specială de conservare în iulie 2016.

## Biodiversitate
Situată în ecoregiunea alpină, aria protejată conține 2 habitate naturale: Liziere de ierburi înalte hidrofile de câmpie și de nivel montan până la alpin, Mlaștini turboase de tranziție și turbării mișcătoare.
La baza desemnării sitului se află mai multe specii protejate de  păsări (52): inărița (Acanthis flammea), uliu păsărar (Accipiter nisus), fluierar de munte (Actitis hypoleucos), pițigoi codat (Aegithalos caudatus), ciocârlie-de-câmp (Alauda arvensis), potârnichea de stâncă (Alectoris graeca saxatilis), fâsă de luncă (Anthus pratensis), fâsă de pădure (Anthus spinoletta), fâsă de pădure (Anthus trivialis), lăstunul mare (Apus apus), șorecarul comun (Buteo buteo), Carduelis citrinella, mierla de apă (Cinclus cinclus), erete vânăt (Circus cyaneus), corb (Corvus corax), cuc (Cuculus canorus), ciocănitoare pestriță mare (Dendrocopos major), presură de munte (Emberiza cia), presură galbenă (Emberiza citrinella), măcăleandru (Erithacus rubecula), vânturel roșu (Falco tinnunculus), cinteză (Fringilla coelebs), becațină comună (Gallinago gallinago), gaiță (Garrulus glandarius), sfrâncioc roșiatic (Lanius collurio), câneparul (Linaria cannabina), pițigoi moțat (Lophophanes cristatus), Lyrurus tetrix tetrix, mierlă de piatră (Monticola saxatilis), codobatură galbenă (Motacilla alba), codobatură de munte (Motacilla cinerea), codobatura galbenă (Motacilla flava), pietrar sur (Oenanthe oenanthe), pițigoi de brădet (Periparus ater), codroș de munte (Phoenicurus ochruros), pitulice de munte (Phylloscopus bonelli), pitulice de munte (Phylloscopus collybita), Prunella collaris, brumăriță de pădure (Prunella modularis), Ptyonoprogne rupestris, stăncuță alpină (Pyrrhocorax graculus), aușel cu cap galben (Regulus regulus), mărăcinar (Saxicola rubetra), țiclete (Sitta europaea), silvie de zăvoi (Sylvia borin), silvie-mică (Sylvia curruca), fluturașul de stâncă (Tichodroma muraria), pănțărușul (Troglodytes troglodytes), mierlă (Turdus merula), sturz-cântător (Turdus philomelos), mierlă gulerată (Turdus torquatus), sturzul de vâsc (Turdus viscivorus)
Pe lângă speciile protejate, pe teritoriul sitului au mai fost identificate 12 specii de plante, 1 specie de amfibieni, 1 specie de mamifere, 3 specii de reptile.